# Gustav Boldt

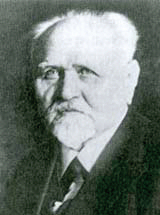
Gustav Boldt

Carl Gustav Wilhelm Boldt (* 14. April 1853 in Rostock; † 31. Oktober 1939 in Alt Steinhorst) war ein deutscher Buchdrucker und Verleger.

## Leben
Gustav Boldt wurde als Sohn des Rostocker Buchdruckers und Verlegers Carl Boldt (1811–1878) geboren. Er absolvierte eine Buchdruckerlehre im väterlichen Betrieb, bevor er auf Wanderschaft ging und sich in Braunschweig, Wien, Zürich und Stuttgart weiterbildete. Nachdem der Vater im November 1878 gestorben war, übernahmen Gustav und sein Bruder Emil Boldt (1845–1918) die Hofbuchdruckerei. Den Brüdern gelang es, das Unternehmen Carl Boldt'sche Hofbuchdruckerei von einem kleinen Handwerksbetrieb zu einem gutgehenden mittelständischen Unternehmen zu entwickeln. 1882 heiratete Gustav Boldt Wilhelmine Fick (1851–1916), mit der er drei Kinder hatte. Nachdem sich Emil Boldt 1891 aus gesundheitlichen Gründen aus dem Geschäft zurückgezogen hatte, leitete Gustav Boldt das Unternehmen allein. 1887 wurde ein neues Geschäftshaus am Rostocker Blücherplatz bezogen. 1893 ging hier die erste Rotationsdruckmaschine Mecklenburgs in Betrieb. Um 1900 waren etwa 100 Mitarbeiter im Verlags- und Druckhaus beschäftigt. 1909 wurde sein Sohn Karl Boldt Prokurist, später Mitinhaber. 1924 gelang es, das nach dem Ersten Weltkrieg wirtschaftlich angeschlagene Unternehmen durch die Umwandlung in eine GmbH zu retten. Anfang der 1930er Jahre ging Gustav Boldt in den Ruhestand, er starb 1939 in Alt Steinhorst bei Marlow und wurde im Rostocker Familiengrab beigesetzt.

## Erzeugnisse
Ein wichtiges Erzeugnis des Verlages war der seit 1881 als Sonntagsblatt erschienene Allgemeine Rostocker Anzeiger. Das seit 1884 unter dem Titel Rostocker Anzeiger erscheinende Blatt hatte anfangs eine Auflage von 5000 Exemplaren, 1914 waren es 55.000. Nachdem Gustav Boldt 1902 die Druckerei Adlers Erben gekauft hatte, wurde bis 1921 in der Boldtschen Hofdruckerei die Rostocker Zeitung herausgegeben. Von 1905 bis 1923 wurde die Landwirtschaftliche Zeitung gedruckt.

## Mitgliedschaften und Ehrungen
Gustav Boldt war Mitglied des Heimatbundes Mecklenburg und des Vereins für Rostocks Altertümer. 1900 wurde ihm der Titel Geheimer Kommissionsrat und 1914 der Titel Geheimer Kommerzienrat verliehen.  